# Clarence Fahnestock State Park
Clarence Fahnestock Memorial State Park (auch: Fahnestock State Park) ist ein State Park im Gebiet von Putnam und Dutchess County im US-Bundesstaat New York. Der Park umfasst eine Fläche von 14.337 acre (58,02 km²) und bietet Wanderwege, einen Badestrand an Canopus Lake, sowie zahlreiche Outdooraktivitäten an vier Teichen und zwei Seen. Der Hauptteil des Parks liegt im Norden des Putnam County zwischen dem Taconic State Parkway und der U.S. Route 9.
Im Winter wird ein Teil des Parks als Fahnestock Winter Park separat betrieben und eine dauerhafte Einrichtung ist das Taconic Outdoor Education Center.

## Geschichte
1929 spendete Ernest Fahnestock das Land mit einer Fläche von 2400 acre (9,7 km²) als Andenken an seinen Bruder Clarence, der nach dem Ersten Weltkrieg an der Spanischen Grippe verstarb, während er selbst Patienten behandelte.
Während des United States federal government shutdown of 2013 war der Park Protagonist eines satirischen „imagined monologue“ der von McSweeney's Internet Tendency veröffentlicht wurde.

## Geographie

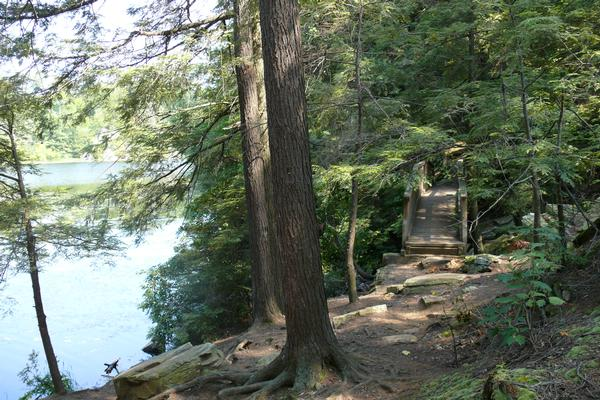
Pelton Pond.

Der State Park erstreckt sich über das stark hügelige Gebiet östlich des Hudson River, wo zahlreiche Höhenzüge in Nord-Süd-Richtung verlaufen. Zwischen den einzelnen Höhen liegen zahlreiche Bäche, Flüsse, Seen und Teiche.
Nach Westen schließt sich an den Höhenzügen, die den Hudson River begleiten der Hudson Highlands Park an und nach Osten ergänzt der California Hill State Forest das Schutzgebiet.
Bäche, die das Gebiet entwässern sind unter anderen Trout Creek, Clove Creek und Canopus Creek.
Die Wälder sind Teil der Ökoregion Northeastern Coastal Forests.
Im Park gibt es an verschiedenen Stellen Picknickplätze mit Pavilions, einen Spielplatz, Freizeitangebote, einen Naturerlebnispfad, Wander- und Radwege, Möglichkeiten zur Jagd auf Truthühner und Angelplätze, sowie einen Campingplatz und eine Bootsrampe mit der Möglichkeit, Boote zu mieten.

### Fahnestock Winter Park
Der Fahnestock Winter Park ist offen von Dezember bis März, abhängig von den Wetterbedingungen. Es gibt Angebote zum Schlittenfahren, Skilaufen und anderen Aktivitäten.